# Northern Lights - Southern Cross
Northern Lights - Southern Cross —en español: Luces del norte-Cruz del sur— es el séptimo álbum de estudio del grupo canadiense de rock The Band, publicado por la compañía discográfica Capitol Records en noviembre de 1975. Fue el primer trabajo del grupo con nuevo material en cuatro años desde el lanzamiento de Cahoots (1971), tras producir un disco de versiones, Moondog Matinee (1973), y respaldar a Bob Dylan tanto en la grabación de Planet Waves (1974) como en la primera gira del músico en ocho años.
El álbum, el primero que el grupo grabó en los recién creados Shangri-La Studios tras abandonar Woodstock y trasladar su residencia a Malibú, se caracterizó por un papel más activo de Garth Hudson en el plano musical, quien consiguió crear un sonido «exuberante y panorámico», según Colin Larkin, debido al uso de un magnetófono de veinticuatro pistas y de sintetizadores. Además, fue el primer disco del grupo en el que Robbie Robertson figuró como único compositor de todos los temas, debido a las crecientes disputas internas y al desinterés de los otros miembros en trabajar colectivamente. Los enfrentamientos internos llevaron a la ruptura del grupo apenas un año después, después de ofrecer un concierto de despedida el Día de Acción de Gracias de 1976 en el Winterland Ballroom de San Francisco, filmado por el cineasta Martin Scorsese y publicado en el documental The Last Waltz.
Tras su publicación, Northern Lights-Southern Cross recibió buenas reseñas de gran parte de la prensa musical, que consideró el disco como un retorno a la formalidad y a la calidad de los primeros trabajos del grupo, tales como Music from Big Pink (1968) y The Band (1969). Desde el punto de vista comercial, el álbum alcanzó el puesto veintiséis en la lista estadounidense Billboard 200 y el veintisiete en la lista de discos más vendidos de Canadá. A pesar de no alcanzar los niveles de venta de los primeros trabajos del grupo, Levon Helm reconoció Northern Lights-Southern Cross como «nuestro mejor trabajo desde The Band».

## Trasfondo

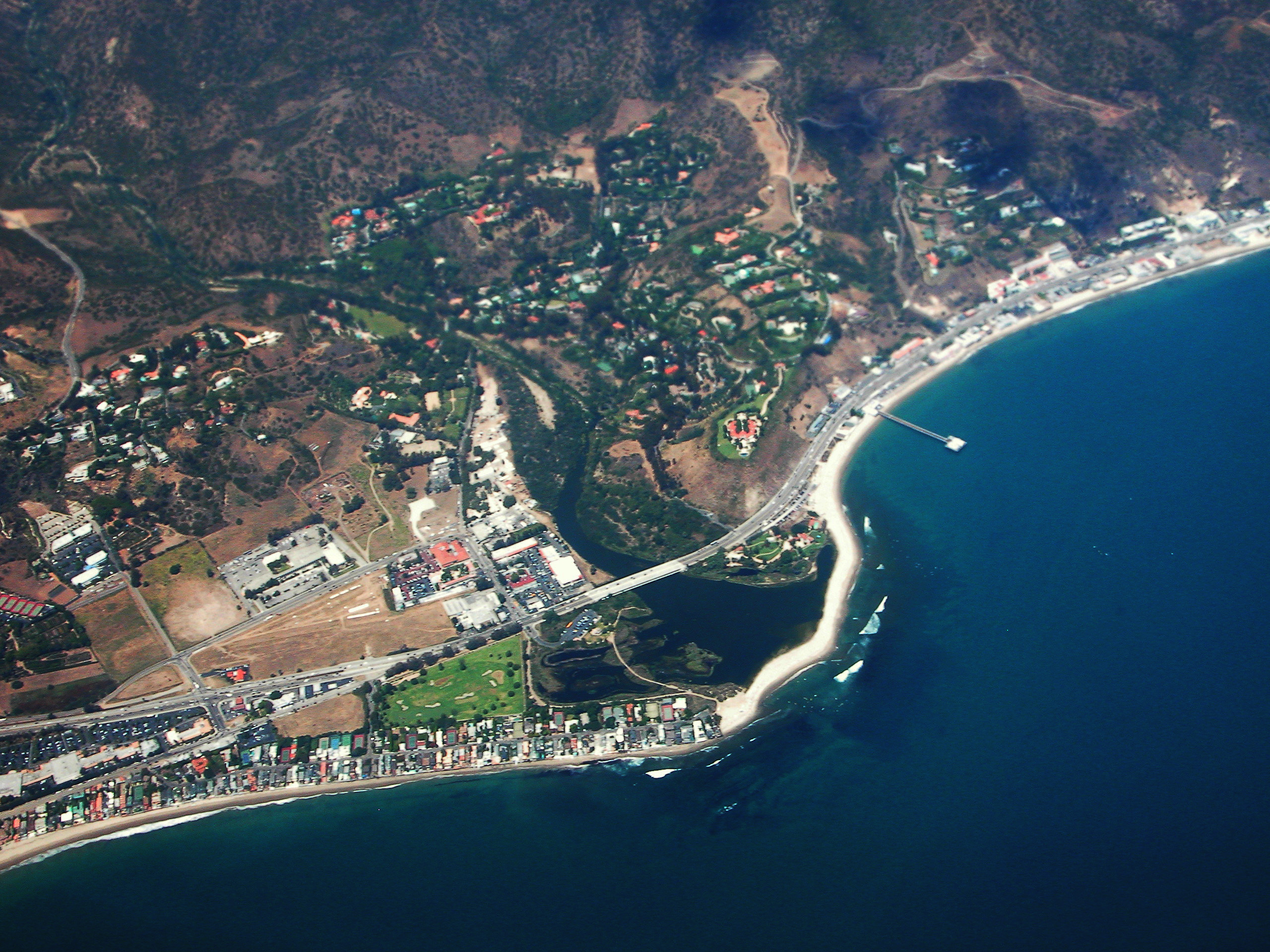
Vista aérea de Malibú, donde The Band construyó los Shangri-La Studios tras dejar Woodstock.

En el verano de 1973, poco después de que The Band ofreciese un concierto en el festival Summer Jam in Watkins Glen, Robbie Robertson abandonó Woodstock y trasladó su residencia a Malibú, cerca del nuevo hogar de Bob Dylan. Según comentó Robertson: «Estaba empezando a cansarme del síndrome de Woodstock. Dejó de gustarme. Sentí que era un mundo extremadamente insano. [...] Cuando me trasladé a Malibú, era muy brillante y soleado. Era justamente el sentimiento opuesto». En octubre del mismo año Rick Danko, Richard Manuel y Garth Hudson siguieron los pasos de Robertson y comenzaron a vivir en Malibú. Por su parte, Levon Helm dividió su tiempo entre Malibú y Woodstock, donde emprendió varios proyectos musicales en solitario: en 1975 fundó con Henry Glover la compañía RCO y produjo The Muddy Waters Woodstock Album, un disco de Muddy Waters que obtuvo el Grammy a la mejor grabación folk de música étnica o tradicional.
Una vez en Malibú, The Band grabó con Dylan el álbum Planet Waves (1974) en apenas seis sesiones entre el 2 y el 14 de noviembre de 1973. Tras su publicación bajo un nuevo contrato discográfico con Asylum Records, el grupo acompañó a Dylan en su primera gira en ocho años durante los dos primeros meses de 1974. Tras finalizar la gira, tomaron un descanso durante un par de meses y mandaron a Rob Fraboni, productor de Planet Waves, construir un estudio de grabación que Helm describió en This Wheel's on Fire como «un club y estudio donde nosotros y nuestros amigos pudiésemos grabar álbumes y polinizar recíprocamente nuestra música». Con el nombre de Shangri-La Studios, en homenaje a la novela de James Hilton Horizontes perdidos, el estudio se ubicó en el dormitorio principal de una finca cerca de la playa de Malibú.
En marzo de 1975, Helm, Danko y Manuel volvieron a tocar con Dylan en un concierto benéfico en San Francisco, en el que también compartieron escenario con Neil Young. Pocos meses antes, Helm y Danko colaboraron con Young en la grabación de «See the Sky About to Rain» y «Revolution Blues», dos canciones incluidas en el álbum On the Beach (1974). Tras el concierto de San Francisco, el grupo entró en los Shangri-La Studios y comenzó a grabar Northern Lights-Southern Cross.

## Grabación

### Música
A pesar de llevar varios meses sin entrar en un estudio de grabación, las sesiones fueron «fáciles y productivas», como relató Rob Bowman en las notas que acompañan la reedición del álbum. Según Robbie Robertson: «Cuando hicimos "Acadian Driftwood", nos quedamos mirando y supimos que estábamos dentro de algo especial. Cuando grabamos "Forbidden Fruit", pensamos que estábamos tocando muy bien. Cuando hicimos "Ophelia", pensamos que estábamos en el paraíso. Era como magia». Esta productividad estuvo en parte motivada por la falta de restricciones al contar con un estudio de grabación propio, a diferencia de lo sucedido varios años antes con la grabación de Cahoots (1971), en la que estuvieron sujetos a horarios más estrictos. Según relató Garth Hudson al respecto: «Pudimos disfrutar de tiempo con el estudio en nuestra casa».
Inspirado por el entorno de Malibú, Robertson comenzó a componer nuevamente canciones tras varios meses de no hacerlo. En total creó nueve canciones, de las cuales solo una, «Twilight», no fue incluida en Northern Lights-Southern Cross, aunque apareció por primera vez un año después en el recopilatorio The Best of The Band (1976). Varios temas, en especial «Forbidden Fruit», «Acadian Driftwood» e «It Makes No Difference», se caracterizaron además por ser de larga duración e incluir un elevado número de estrofas.
Robertson compuso las canciones utilizando más de un instrumento: de este modo, mientras que en «Acadian Driftwood», «Ophelia» y «Rags and Bones» utilizó la guitarra para componer, las cinco canciones restantes fueron compuestas al piano. Además, y a diferencia de trabajos anteriores caracterizados por un uso minimalista de la guitarra eléctrica como en Music from Big Pink (1968), el álbum incluyó canciones como «Forbidden Fruit» e «It Makes No Difference» con varios solos de guitarra. Según el músico: «Sentía la necesidad de hacerlo. En ese momento pensé: "Quitaos de mi camino, necesito tocar". En algunas de estas cosas hay algún solo musical muy interesante».
Por otra parte, Hudson tuvo un papel muy activo en la grabación de Northern Lights-Southern Cross. Equipado con un magnetófono de veinticuatro pistas, Hudson sobreprodujo gran parte de las canciones e introdujo una gran variedad de sonidos mediante el uso de instrumentos como un teclado de Rocky Mount, un minimoog y un sintetizador de la marca Lowrey. Al respecto, varias canciones llegaron a incluir hasta nueve pistas con teclados y partes sobregrabadas con saxofón, como el caso de «It Makes No Difference». Junto a estos trabajos, otra diferencia con respecto a grabaciones anteriores fue el hecho de que las voces también fueron sobregrabadas a las pistas instrumentales, en lugar de optar por grabarlas en directo y de forma simultánea a la música.
No obstante, y al igual que en trabajos anteriores, los miembros de The Band alternaron el uso de varios instrumentos en diferentes canciones. Así, en «Ring Your Bell» Robertson tocó la melódica y la guitarra acústica, Danko tocó el bajo y una armónica, y Hudson una combinación de órgano Lowrey, acordeón y sintetizador. En el caso de «Ophelia», Hudson añadió a la canción sintetizadores y arreglos de vientos que dotaron a la canción de un sonido propio de Nueva Orleans, reminiscente de «Life is a Carnival». Robertson comentó sobre «Ophelia»: «Es una canción que podría haber sido escrita en la década de 1930. Creo que era directa al corazón de The Band. Me gustaba cuando podía componer música que ignorara completamente el tempo».

### Letras

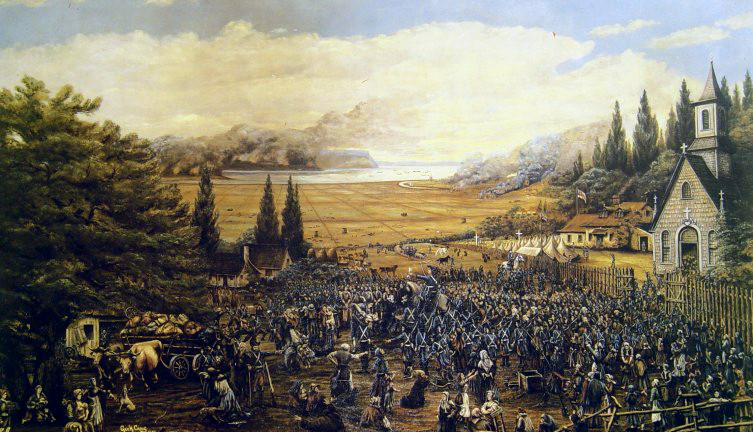
Expulsión de los acadianos de Nueva Escocia, hecho histórico que inspiró a Robertson para componer «Acadian Driftwood».

El contenido de Northern Lights-Southern Cross siguió el camino de Cahoots (1971), el último trabajo del grupo con nuevas canciones, en el cual Robbie Robertson comenzó a componer todas los temas debido a los problemas de Richard Manuel y al creciente desinterés de Rick Danko y Levon Helm en los aspectos relacionados con The Band. Sobre los problemas de salud de Manuel, Helm relató en This Wheel's on Fire: «Todos mirábamos a Richard con atención, y tenía noches buenas y noches malas. A veces gritaba y escupía las letras de "Tears of Rage" con fervor bíblico, otras veces era doloroso escucharle. Richard podía herirte con su voz».
La temática de las canciones que conforman el álbum se dividen principalmente en dos grupos, entre aspectos autobiográficos y relatos históricos. Dentro del primer grupo se encuentran canciones como «Rags and Bones». Del mismo modo que en «Smoke Signal» Robertson relató aspectos sobre su ascendencia amerindia, «Rags and Bones» está parcialmente inspirada en la herencia judía de su familia. Según comentó el guitarrista: «Tenía un abuelo que era uno de ellos. Un intelectual que hizo su vida en Toronto como un hombre de trapo. Lo recuerdo cuando era pequeño y vivía en Bathurst & Floor. Había un camino detrás de nuestra casa y lo recuerdo viniendo mientras cantaba: "Ropavejero, hierro viejo". Estaba perplejo, por el hecho de que cantara esa canción. Años después encontré que tenía una conexión con mi herencia y me inspiró a escribir esa canción».
Dentro de los relatos históricos, «Acadian Driftwood» describe la expulsión de los acadianos de Nueva Escocia y Nuevo Brunswick en 1750 durante la guerra franco-india y su posterior exilio en Luisiana, donde comenzaron a ser conocidos como cajunes. Robertson se inspiró para componer la canción en la película Acadie Acadie y en el poema Évangéline de Henry Wadsworth Longfellow. Según el músico: «El poder y la emoción de esta historia me conmovió del mismo modo que me conmovió leer Las uvas de la ira, donde había gente que tenía que emigrar para encontrar un nuevo hogar. Además, había un paralelismo con mi historia de viajar desde Canadá al profundo Sur. Tomo el partido otra vez del desvalido del mismo modo que hice con "The Night They Drove Old Dixie Down", mirando la historia desde el punto de vista del perdedor».
La canción, en la que Hudson incluyó varias pistas de acordeón, flautín y punteiro, contó con la colaboración de los letristas Marcel Lefebure y Francois Cousineau, que añadieron al final de la canción varios versos en francés: Sais tu, Acadie, j'ai le mal du pays / Ta neige, Acadie, fait des larmes au soleil / J'arrive Acadie —en español: «Ya sabes, Acadia, que anhelo el país / Tu nieve, Acadia, crea lágrimas en el sol / Estoy llegando, Acadia»—. La grabación contó también con la participación de Byron Berline tocando el violín.
Otra canción con un trasfondo histórico fue «Jupiter Hollow», la única grabación del grupo que no incluyó una guitarra y en la que Robertson tocó el clavinet. La letra incluye referencias de la mitología griega extraídas de una enciclopedia que el músico leyó durante la época. Según comentó Robertson en una entrevista a la revista Crawdaddy: «Simplemente surgió. Cuando empecé a escribir canciones para el álbum, esto estaba en mi mente. Pero trata básicamente sobre alguien perdiendo su cabeza».

## Recepción
Tras su publicación en noviembre de 1975, Northern Lights-Southern Cross obtuvo críticas generalmente favorables de la prensa musical, que lo comparó con trabajos como Music from Big Pink (1968) y The Band (1969). Al respecto, Rob Bowman escribió para Allmusic: «El álbum es de lo mejor de The Band desde su segundo y homónimo trabajo. Con un total de ocho canciones, este trabajo explora nuevos timbres, utilizando por primera vez magnetófonos de veinticuatro pistas y sintetizadores modernos para la época. "Acadian Driftwood" destaca como una de las mejores composiciones de Robertson». En el mismo sentido, David Bowling escribió en Blogcritics.com: «Northern Lights-Southern Cross es un álbum muy representativo de The Band. Presenta las alegrías y las tristezas de la vida en el contexto de la forma musical. En el momento de su publicación, 33 años atrás, dejó al público con ganas de más». Robert Palmer de Rolling Stone escribió: «Todos los arreglos son excelentes. Camuflan las deficiencias del material con tanto éxito que en un nivel puramente sensual y no cognitivo, Northern Lights es vigorizante. Levon es el cantante principal en la mitad de las canciones. Su sutil acento es el complemento ideal para las entregas más histriónicas de Manuel y Danko, y su forma de tocar la batería es tan fresca e incisiva como siempre».
Wilson y Alroy también valoraron positivamente el álbum. Según su crítica: «El sonido es más suave que antes, pero la funky "Ring Your Bell" es prácticamente una canción soul de Filadelfia y las interpretaciones son en su mayoría fuertes, con algunas voces buenas —como la de Richard Manuel en la melodramática "Hobo Jungle"— y algunos experimentos interesantes de Garth Hudson —"Jupiter Hollow"— [...] Entre esta cosa y la canción de R&B y Dixieland de Nueva Orleans "Ophelia", el álbum termina siendo una respetable suma al canon del grupo». No obstante, algunos periodistas fueron más críticos con el álbum. En este sentido, Robert Christgau escribió: «Cuando escucho las letras, el enamoramiento se vuelve un afecto leve, ya que lo mejor de estas canciones es el sentimentalismo, y lo peor es el exagerado sentimentalismo. Solo Hudson, que se ha convertido en un sintetizador natural, salva las cosas al final».
Desde el punto de vista comercial, el álbum alcanzó el puesto 26 en la lista estadounidense Billboard 200, donde estuvo diecinueve semanas y la posición 27 en la lista de éxitos de Canadá, elaborada por la revista RPM. La mejor posición la obtuvo en los Países Bajos, donde alcanzó el puesto trece en la lista de discos más vendidos. El primer y único sencillo promocional del álbum, «Ophelia», alcanzó el puesto 62 en la lista Billboard Hot 100.
En verano de 1975, pocos meses después de terminar de grabar Northern Lights-Southern Cross, el grupo emprendió su primera gira en solitario en dos años, esta vez sin el apoyo de Bob Dylan. La gira finalizó abruptamente en septiembre debido a un accidente en el que Richard Manuel se lesionó el cuello. El accidente de Manuel, unido a las crecientes tensiones internas y a un contrato discográfico que Rick Danko firmó con Arista Records para emprender una carrera en solitario, precipitó los acontecimientos que desencadenaron la grabación de The Last Waltz y la disolución de The Band.

## Reediciones
Capitol Records publicó Northern Lights-Southern Cross por primera vez en disco compacto en 1989 a nivel internacional, y nueve años después en una edición limitada para el mercado japonés. En 2001 remasterizó y reeditó el álbum junto a los discos Rock of Ages (1971), Moondog Matinee (1973) e Islands (1977). La reedición, supervisada por Robbie Robertson, incluyó notas escritas por Rob Nowman y dos temas adicionales: una versión primeriza de «Twilight» y una toma alternativa de «Christmas Must Be Tonight». El grupo consideró la posibilidad de publicar la segunda canción como sencillo en Navidad de 1975; sin embargo, la idea fue descartada y la canción apareció en Islands dos años más tarde. En 2008, Caroline Records publicó una edición limitada en formato CD con carpeta de cartón.

## Lista de canciones
Todas las canciones escritas y compuestas por Robbie Robertson. 
| Cara A |                     |          |  |
| N.º    | Título              | Duración |  |
| 1.     | «Forbidden Fruit»   | 6:00     |  |
| 2.     | «Hobo Jungle»       | 4:15     |  |
| 3.     | «Ophelia»           | 3:32     |  |
| 4.     | «Acadian Driftwood» | 6:42     |  |

| Cara B |                          |          |  |
| N.º    | Título                   | Duración |  |
| 5.     | «Ring Your Bell»         | 3:55     |  |
| 6.     | «It Makes No Difference» | 6:34     |  |
| 7.     | «Jupiter Hollow»         | 5:20     |  |
| 8.     | «Rags and Bones»         | 4:22     |  |

| Extras (reedición de 2001) |                                                     |          |  |
| N.º                        | Título                                              | Duración |  |
| 9.                         | «Twilight» (Grabación temprana)                     | 3:13     |  |
| 10.                        | «Christmas Must Be Tonight» (Grabación alternativa) | 3:01     |  |

## Personal
| Músicos - Rick Danko: bajo, violín, armónica y voz - Levon Helm: batería, guitarra y voz - Garth Hudson: acordeón, teclados, órgano, saxofón soprano, sintetizador, flautín e instrumento de viento-madera - Richard Manuel: clavinet, congas, batería, teclados, órgano, piano y voz - Robbie Robertson: clavinet, guitarra, teclados, melódica, piano y voz - Byron Berline: violín y flauta | Equipo técnico - Ed Anderson: ingeniero de sonido - Bob Cato: diseño artístico - Rob Fraboni: ingeniero de sonido y mezclas - Nat Jeffrey: ingeniero de sonido - Ron McMaster: masterización - Reid Miles: fotografía - Andrew Sandoval: masterización |

## Posición en listas
| País           | Lista              | Posición |
| -------------- | ------------------ | -------- |
| Canadá         | RPM Albums Chart   | 27       |
| Estados Unidos | Billboard 200      | 26       |
| Países Bajos   | Dutch Albums Chart | 13       |

| Sencillo  | País           | Lista             | Posición |
| --------- | -------------- | ----------------- | -------- |
| «Ophelia» | Estados Unidos | Billboard Hot 100 | 62       |